# Samuel Linde

Herb Słownik nadany Lindemu wraz z polskim szlachectwem za prace nad słownikiem w 1826 roku przez zwierzchnika Królestwa Polskiego cara Mikołaja I.

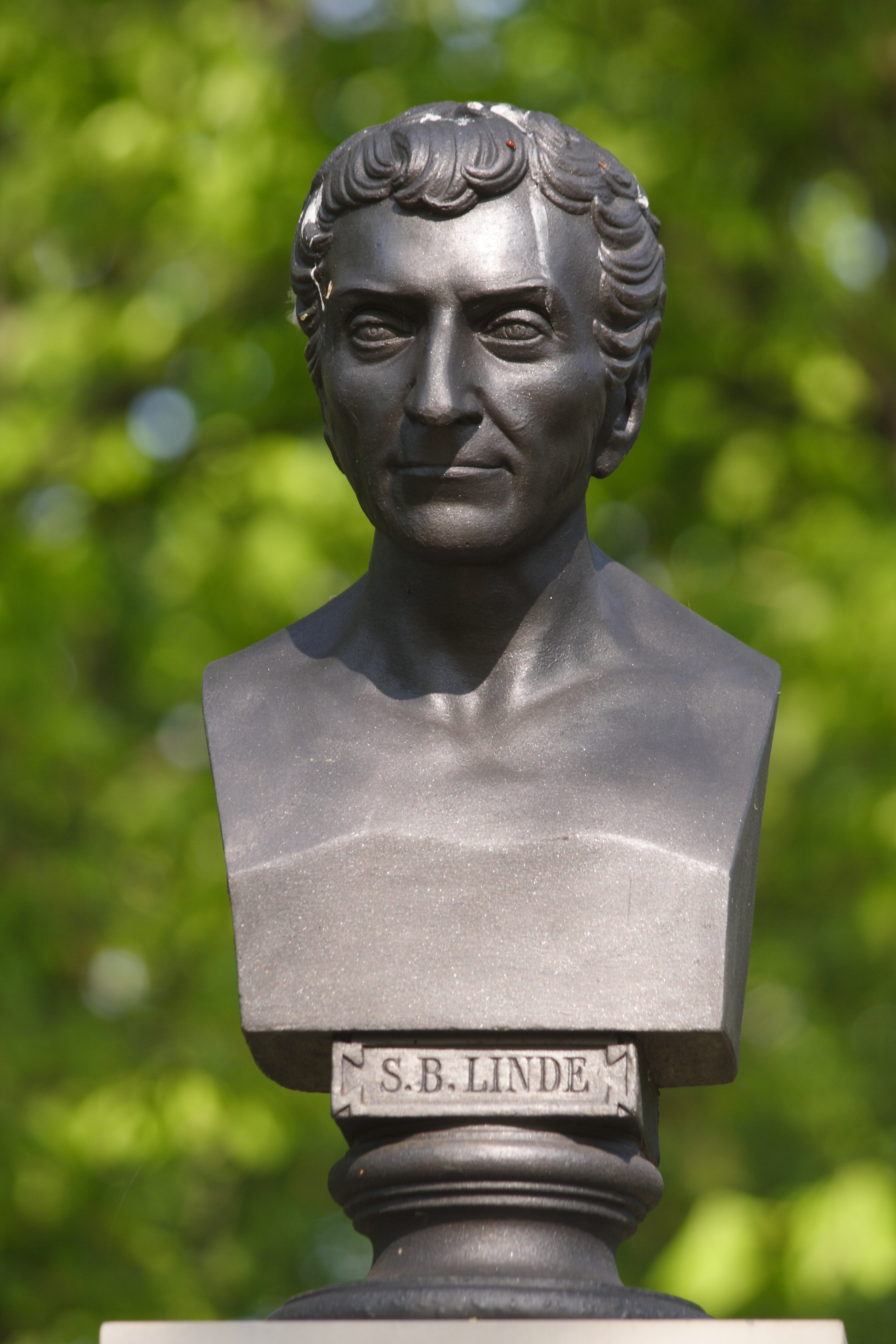
Popiersie S. B. Lindego z grobu rodzinnego na cmentarzu ewangelicko-augsburskim w Warszawie

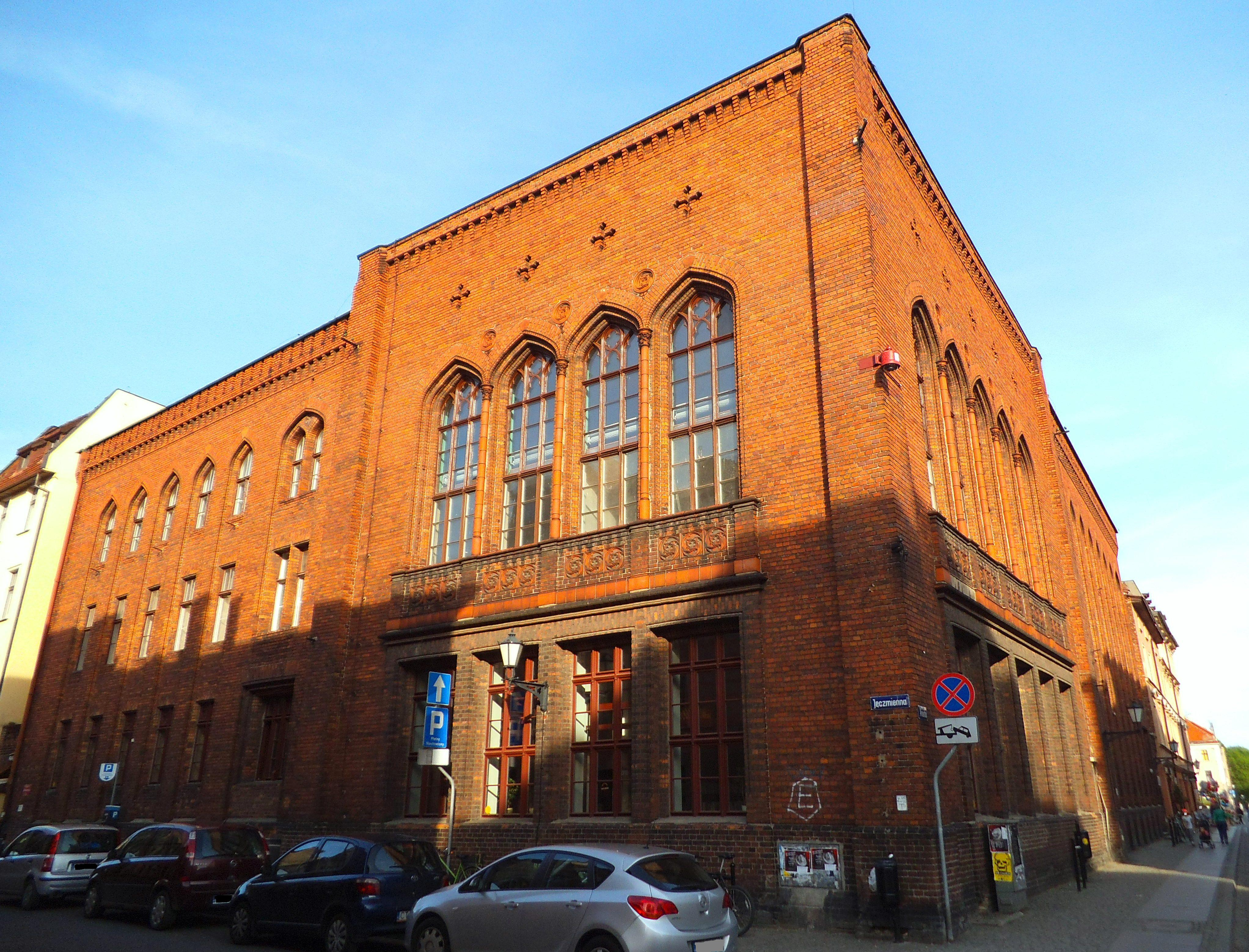
Dawna Protestancka Szkoła Nowomiejska w Toruniu, do której uczęszczał w drugiej połowie XVIII w. Samuel Bogumił Linde

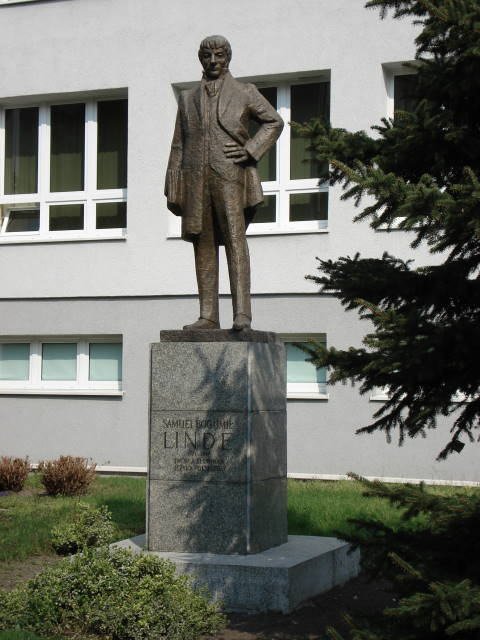
Pomnik Lindego w Toruniu

Samuel Bogumił Linde (ur. 11 lub 24 kwietnia 1771 w Toruniu, zm. 8 sierpnia 1847 w Warszawie) – polski slawista, leksykograf, językoznawca, tłumacz, bibliograf, pedagog i bibliotekarz, autor monumentalnego Słownika języka polskiego (1807–1814), członek Rady Ogólnej Komisji Rządowej Wyznań Religijnych i Oświecenia Publicznego w 1830 roku, członek Izby Edukacyjnej Księstwa Warszawskiego w 1808 roku.

## Życiorys
Samuel Linde urodził się w Toruniu jako najmłodszy syn mieszczanina, imigranta ze Szwecji, majstra ślusarskiego i rajcy Jana Jacobsena Lindego i Anny Barbary z domu Langenhann (lub Langenhan). Jego rodzina otrzymała polskie szlachectwo już w XVI wieku wraz z herbem Linda. Herb z nobilitacji, czyli za zasługi dla Rzeczypospolitej, sejm polski przyznał Mikołajowi de Linde, burgrabiemu i rajcy toruńskiemu 10 stycznia 1559 . W uznaniu pracy Samuela Lindego nad słownikiem języka polskiego, herb ten w 1826 roku oficjalnie wzbogacono, dodając mu do tarczy herbowej wizerunek Słownika Lindego .
Uczęszczał do toruńskiej Szkoły Nowomiejskiej i protestanckiego Gimnazjum Akademickiego. Studiował (od roku 1789) teologię i filologię na Uniwersytecie w Lipsku. W roku 1791, po dwuletnich staraniach, został lektorem języka i literatury polskiej na tej uczelni. Studia ukończył w roku 1792 uzyskując na Wydziale Filozoficznym tytuł magistri diplomatici po przedstawieniu rozprawy De solatiis adversus mortis horrores in Platone et Novo Testamento obviis, co dało mu prawo wykładania na tamtejszym uniwersytecie.
Od jesieni roku 1792 rozpoczął współpracę z przebywającymi w Saksonii na emigracji zwolennikami obalonej konstytucji 3 maja, m.in. tłumacząc na język niemiecki Powrót posła i Biblię targowicką Juliana Ursyna Niemcewicza, O powstaniu i upadku Konstytucji 3 maja 1791 Hugona Kołłątaja, Ignacego Potockiego i Franciszka Ksawerego Dmochowskiego. Przekłady tych dzieł ukazały się w Lipsku w latach 1792–1794. Kontakty z emigrantami polskimi, górującymi nad Lindem pozycją społeczną i towarzyską, otwierały mu, mimo ówczesnej sytuacji politycznej, drogi kariery i trwale związały go z polskością.
W okresie insurekcji kościuszkowskiej przebywał w Warszawie w kręgu zwolenników Ignacego Potockiego i Hugona Kołłątaja. Po klęsce powstania został bibliotekarzem Józefa Maksymiliana Ossolińskiego w Wiedniu do roku 1803. W tym okresie zebrał podstawowy materiał leksykograficzny do dzieła swego życia, Słownika języka polskiego. W 1800 został powołany na członka Towarzystwa Warszawskiego Przyjaciół Nauk, w którego pracach po 1803 r. aktywnie uczestniczył.
W 1803 r. został dyrektorem zakładanego przez władze pruskie Liceum Warszawskiego – funkcję tę sprawował nieprzerwanie do 1831. 1 marca 1804 Linde opublikował w językach polskim i niemieckim prospekt Słownika języka polskiego. Cena była bardzo wysoka – 10 dukatów (180 zł) za egzemplarz na gorszym papierze, a na lepszym 12 dukatów; w 1809 r. cena w obu rodzajach została podwyższona o 2 dukaty. Zdobywanie prenumeratorów nie było łatwe – zbierało ją około 30 osób. Dzięki prenumeracie i pomocy arystokratycznych sponsorów, szczególnie Adama Kazimierza Czartoryskiego, sześć tomów Słownika języka polskiego ukazało się w bardzo dużym nakładzie 1200 egzemplarzy w Warszawie w latach 1807–1815. Linde sprzedawał swe dzieło do końca życia (do 1847 r.). Car Aleksander I kupił od autora w 1817 r. 98 egzemplarzy Słownika dla szkół na Litwie i Ukrainie, które już wcześniej nabyły dzieło Lindego dzięki staraniom Uniwersytetu Wileńskiego, a szczególnie jego rektora Jana Śniadeckiego. Drugie wydanie Słownika, wraz z uzupełnieniem, staraniem Augusta Bielowskiego ukazało się nakładem Ossolineum w latach 1854–1861, reprinty w 1951 i 1994–1995.
Wedle oceny Jerzego Michalskiego:

Słownik, będący rezultatem imponującej pracowitości i metodyczności autora, stanowił bardzo poważne i trwałe osiągnięcie naukowe. Objął on ogromny materiał źródłowy, w przytłaczającej mierze zaczerpnięty z druków XVI-XVIII wieku. Największą jego zaletą były liczne przy każdym prawie haśle cytaty z podaniem źródła, mankamentem zaś niezbyt staranny opis bibliograficzny wykorzystanych źródeł, sięganie nieraz do niewłaściwych, późniejszych wydań danych autorów. Cytaty zaś bardzo często były dalekie od wierności.

Linde był członkiem władz oświatowych Księstwa Warszawskiego: Izby Edukacyjnej – od 1807, Komisji Rządowej Wyznań Religijnych i Oświecenia Publicznego – do 1833, Towarzystwa do Ksiąg Elementarnych – od 1810 (prezes w latach 1810–1823). W 1812 roku przystąpił do Konfederacji Generalnej Królestwa Polskiego. W latach 1816–1818 wykładał na Królewskim Uniwersytecie Warszawskim, od 1818 był dyrektorem wyodrębnionej z Uniwersytetu Biblioteki Publicznej, powiększając jej zbiory przede wszystkim o rzadkie starodruki. Biblioteka w 1831 r. posiadała ponad 133 tysiące woluminów – była wówczas największą biblioteką na ziemiach polskich. W 1819 r. 50 tysięcy woluminów Linde zebrał z bibliotek likwidowanych wówczas instytucji kościelnych. Był ponadto prezesem Jeneralnego Konsystorza Ewangelicko-Augsburskiego (1828–1837), prezesem Warszawskiego Zboru Ewangelicko-Augsburskiego (1813–1819) i deputowanym na sejmy lat 1818 i 1820.
Prace naukowe Lindego wydane po 1815 r. miały znaczenie dla czasu, w którym powstały – O literaturze rosyjskiej (1815–1816), O Statucie Litewskim ruskim językiem i drukiem wydanym wiadomość (1816, właściwie 1817), O języku dawnych Prusaków (1822). Z szeroko zakrojonych przez Lindego jego prac przekładowych ukazały się tylko J. M. Ossolińskiego Vincent Kadłubek oraz Mikołaja Griecza Rys historyczny literatury rosyjskiej (1823). Będąc na emeryturze pracował nad słownikiem rosyjsko-polskim, który pozostawił nieukończony. Praca ta przez pewien czas interesowała władze rosyjskie, natomiast była krytykowana przez rosyjskich uczonych.
W 1826 został nobilitowany; otrzymał dziedziczne szlachectwo i herb Słownik. Był odznaczony Orderem Świętego Stanisława II klasy w 1818 roku i III klasy w 1815 roku oraz Orderem Św. Włodzimierza III klasy z nadania carów Aleksandra I i Mikołaja I. W 1816 r. otrzymał złoty medal ufundowany przez społeczeństwo za Słownik języka polskiego; w 1842 r. otrzymał z okazji jubileuszu złoty medal ufundowany przez władze Królestwa Polskiego. W 1844 r. został Honorowym Obywatelem miasta Torunia.
Został pochowany na cmentarzu ewangelicko-augsburskim w Warszawie (aleja 1, nr 12).

## Rodzina
Żony:
1. Ludwika Bürger (1786–1823), córka warszawskiego kupca
2. Ludwika Aleksandra Nussbaum (1800–1836), Szwajcarka, przyjaciółka Chopinów.

Dzieci Lindowie mieli dwanaścioro, z których zmarło w dzieciństwie ośmioro. Pozostałe córki:
- Ludwika Dominika Eleonora (1815–1900), żona warszawskiego budowniczego Józefa Góreckiego, fundatorka stypendium im. S. B. Lindego
- Anna Zofia Leona (1820–1871), żona radomskiego aptekarza Ksawerego Brandta
- Ludwika Emilia Izabela (1826–1857) była żoną znanego pastora, ks. Leopolda Otta
- Aleksandra Józefa Tekla (1831–1896), żona Mateusza Maurycego Karasowskiego, muzyka, autora pierwszej monografii o Fryderyku Chopinie.

## Twórczość

### Ważniejsze dzieła (chronologicznie)
- De solatiis adversvs mortis horrores in Platone et Novo Testamento obviis commentatio, qvam ex avctoritate amplissimi Philosophorum Ordinis a. d. XXVI. Maii… MDCCXCII… ervditorvm examini svbiiciet M. Samvel Gottlieb Linde Lingvae Polonicae Lector Pvblicvs adsvmto socio Christiano Weisio Lipsiensi, SS. Litt. cvltore, Weise, Christian (współtwórca) ex officina Klavbarthia, Lipsiae (Lipsk) 1792.
- Praenumerations-Anzeige meines Wörterbuchs der Polnischen Sprache [s.n.] Warszawa 1804.
- Prawidła etymologii przystosowane do języka polskiego, „Na publiczny popis uczniów Królewskiego Liceum Warszawskiego” 1805/1806; wyd. osobne Warszawa 1806; przedr.: „Rocznik Towarzystwa Warszawskiego Przyjaciół Nauk” t. 4 (1807); Słownik języka polskiego t. 1, wyd. 2 i 3 (w jęz. polskim i niemieckim).
- Słownik języka polskiego, Drukarnia XX. Piiarów, Warszawa 1807-1814. Kopia cyfrowa dostępna w Kujawsko-Pomorskiej Bibliotece Cyfrowej KPBC. Wydanie II poprawione i rozszerzone.
- Uwagi... nad programem historii Polski, powst. 1809, wyd. Aleksander Kraushar: Towarzystwo Warszawskie Przyjaciół Nauk t. 3, Kraków 1902.
- Wstęp do Słownika polskiego, „Rocznik Towarzystwa Warszawskiego Przyjaciół Nauk” t. 7 (1811).
- O literaturze słowiańsko-rosyjskiej, „Pamiętnik Warszawski” 1815-1816 (inform. J. Korpała).
- O statucie litewskim: ruskim językiem i drukiem wydanym wiadomość: z dwiema rycinami. nakł. i druk. Zawadzkiego i Węckiego Uprzywilejowanych Drukarzy i Xięgarzy Dworu Królestwa Polskiego. Warszawa 1816.
- O języku dawnych Prusaków: rozbiór dzieła professora Vatera. Druk. Xsięży Pijarów warszawa 1822.
- Słownik porównawczy języków słowiańskich, fragm.: Matieriały dla srawnitielnogo russkogo słowaria... Bukwy K wypusk pierwej, Warszawa 1845 (zeszyt próbny), całość t. 1-4 (do litery R) w rękopisie Ossolineum, sygn. 1368/III.
- Bibliotheca Polona t. 1-22, rękopis: Ossolineum, sygn. 1221-1242/I (bibliografia).
- Podział historii Polski na okresy, rękopis: Archiwum Główne Akt Dawnych (teki Skimborowicza XVIII, 4/15).

Artykuły i mowy Linde umieszczał w czasopismach: „Gazeta Poranna” (tu: O zbliżeniu dialektów słowiańskich między sobą. Z listu p. Lindego z Warszawy do rosyjskiego ministra oświecenia, 1840), „Na publiczny popis uczniów Królewskiego Liceum Warszawskiego” (1805-1823; tu m.in. szereg mów na otwarcie Liceum), „Pamiętnik Warszawski”, „Rocznik Towarzystwa Warszawskiego Przyjaciół Nauk” (1807-1822).

### Przekłady
- J. U. Niemcewicz: Die Rückkehr des Reichstagsgesandten, aus dem Polnischen übersetzt..., Warszawa-Lipsk 1792.
- J. Mikosza: Reise eines Polens durch die Moldau nach der Türkei... Erster Teil, Lipsk 1793.
- Kołłątaj, Hugo (1750-1812); Dmochowski, Franciszek Ksawery (1762-1808); Potocki, Ignacy (1750-1809), Współtwórca: Linde, Samuel Bogumił (1771-1847), Vom Entstehen und Untergange der polnischen Konstitution vom 3ten May 1791, t. 1-2, Gerhard Fleischer, J.G.I. Breitkopf, Leipzig 1793. Tryb dostępu: http://kpbc.umk.pl/dlibra/publication?id=16668.
- J. U. Niemcewicz: Bruchstück der targowitscher Bibel oder Historia von der Schöpfung durch Felix Potocki. Ein Gegenstück zum Geist einer wahrhaft freien Regierung, gegründet durch die targowitscher Rekonföderation, Brześć 1793.
- J. M. Ossoliński: Vinzent Kadlubek, ein historisch-kritischer Beitrag zur slavischen Literatur, aus dem Polnischen... nebst den hieher gehörigen Schriften des... Prażmowski, ... Czacki, ... Kownacki und Lelewel in sechs Anhängen, Warszawa 1822.
- M. Griecz: Rys historyczny literatury rosyjskiej. Z rosyjskiego... Z dodatkami z Batiuszkowa, Biestużewa, Bułharyna, Kaczanowskiego, Karamzina, Köppena, Korniłowicza, Wiaziemskiego t. 1-2, Warszawa 1823.
- I. Kajdanow: O korzyściach z nauki historii powszechnej, „Na publiczny popis uczniów Królewskiego Liceum Warszawskiego”, Warszawa 1823.

### Prace edytorskie
- Janociana, sive clarorum atque illustrium Poloniae auctorum maecenatumque memoriae miscellae t. 3, Warszawa 1819.

### Inne publikacje
- Samuel Bogumił Linde: autobiografia z 1823 roku. Przygotował i wstępem opatrzył Marian Ptaszyk. ISBN 83-231-1150-2. Tryb dostępu: http://kpbc.umk.pl/dlibra/docmetadata?id=25912.
- Eine biographische Skizze, bedruckt den Carl Berold Wien 1823. Tryb dostępu: http://kpbc.umk.pl/dlibra/docmetadata?id=26441.
- Nähere Nachricht von dem versprochenen Polnisch-Deutschen und Deutsch-Polnischen Handwörterbuche. Chursürstl. Sächsischen Zeitungs-Expedition; Expedition dieser Zeitung, Jena, Leipzig 1797. Tryb dostępu: http://kpbc.umk.pl/dlibra/docmetadata?id=26444.
- Nachtrag zu der, in der 41sten Numer des Intelligenzblattes der A. L. Z. gegebnen „Nähere Nachricht von dem versprochenen Polnisch-Deutschen und Deutsch-Polnischen Handwörterbuche”, Sächsischen Zeitungs-Expedition; Expedition dieser Zeitung, Jena, Leipzig 1798. Tryb dostępu: http://kpbc.umk.pl/dlibra/docmetadata?id=26445.
- Relacya Samuela Bogumiła Lindego z „podróży książkowej” po ziemi sieradzkiej. SBP Łódź, Sieradz 1993. Broszura. Tryb dostępu: http://kpbc.umk.pl/dlibra/docmetadata?id=26437.

### Listy i materiały
- Do J. M. Ossolińskiego z lat 1799 i 1804 oraz fragm. listów Ossolińskiego.
- Korespondencja z A. K. Czartoryskim z lat 1801–1804; od T. Czackiego z lat 1798, 1802-1804; od F. K. Dmochowskiego z 7 lutego 1808; od J. Albertrandiego z 18 czerwca 1801; od H. Kołłątaja z 12 lutego i odpowiedź Lindego z 13 kwietnia 1803.
- Do A. K. Czartoryskiego z lat 1802–1808.
- Do H. Kołłątaja z 3 października 1803.
- Do F. Bentkowskiego, do Komisji Rządowej Wyznań Religijnych i Oświecenia Publicznego z roku 1818; od H. Kołłątaja, J. M. Ossolińskiego (1807-1819), F. K. Dmochowskiego, W. Surowieckiego (1808), J. U. Niemcewicza, G. E. Grodka, T. Szumskiego, W. Wielądki (1819), M. Wirtemberskiej, M. Paszkowskiego, F. Bobrowskiego (1822), L. Sobolewskiego, A. J. Czartoryskiego, J. Lelewela, A. Prażmowskiego, A. T. Chłędowskiego, J. S. Bandtkiego (1802-1828).
- Listy z lat 1814–1824, rękopis: Ossolineum, sygn. 5819/III.
- Do S. K. Potockiego, S. Grabowskiego, J. Sierakowskiego, Komisji Wyznań Religijnych i Oświecenia Publicznego oraz różne pisma urzędowe pisane przez Lindego jako generalnego dyrektora bibliotek publicznych, z lat 1817–1831.
- Listy do S. K. Potockiego, rękopis: Archiwum Główne Akt Dawnych (Archiwum Wilanowskie, sygn. 265, 268, 271).
- Do G. E. Grodka z roku 1824.
- Do Jana Śniadeckiego 4 listy.
- Do M. P. Pogodina, wyd. Popow: Piśma k Pogodinu 1880.
- Do J. E. Purkyniego, wyd. E. Jelínek, „Slovanský sbornik” 1886.
- Do V. Hanki, wyd. W.A. Francew: Piśma k Wiaczesławu Gankie, Warszawa 1905.
- Do S. S. Uwarowa i in., wyd. W.A. Francew: Srawnitielnyj sławianskij słowar’ S. B. Linde, Warszawa 1905.
- Do J. Dobrovskiego, P. Koeppena i in., wyd. W.A. Francew: Polskoje sławianowiedienije konca XVIII i pierwoj czetwierti XIX st., Praga 1906.
- Do A. S. Szyszkowa, wyd. A. S. Szyszkow: Zapiski, mnienija i pieriepiska t. 2, Berlin 1870.
- Kilka listów wyd. J. Papłoński: S. B. Linde, „Kłosy” 1871, nr 304-305.
- Od króla pruskiego Fryderyka Wilhelma II, „Nowy Pamiętnik Warszawski” t. 14 (1804).
- Od L. Osińskiego(?) z roku 1805, rękopis: Biblioteka Narodowa, sygn. 7112.
- Od V. Vodnika z lipca 1806, rękopis: Biblioteka Jagiellońska, sygn. 3470.
- Od J. Dobrovskiego 5 listów z: 23 kwietnia 1808, 5 maja 1812, 28 kwietnia 1816, 24 października 1822 i 24 marca 1823.
- Od F. Betnkowskiego z roku 1809 i S. K. Potockiego (brak daty).
- Od J. Kopitara 4 listy z: 24 września 1814, 30 grudnia 1815, 3 marca 1816 i 20 października 1820; od K. Hebdowskiego z roku 1815; od J. M. Ossolińskiego z lat 1815–1828; od W. Surowieckiego z roku 1815; od V. Hanki z 2 kwietnia 1823 i in.
- Od J. Kopitara z 14 października 1817 roku.
- Od J. Dobrovskiego, wyd. J. V. Jagić w: Briefwechsel zwischen Dobrovský und Kopitar, Berlin 1885.
- Od J. M. Ossolińskiego, wyd. K. Petelenz, „Sprawozdanie Gimnazjum Św. Jacka w Krakowie za rok szkolny 1888”.
- Od J. E. Purkyniego 3 listy z: 24 grudnia 1839, 29 stycznia 1845 i 15 września 1846.
- Drobne pisma edukacyjne, wyd. w: Z. Kukulski w: Źródła do dziejów wychowania i szkolnictwa w Polsce z doby Izby Edukacji Publicznej, 1807-1812, Lublin 1931.
- Zdanie sprawy z całego ciągu pracy. Autobiografia, powst. 1814, wyd. A. Bielowski w: Słownik... t. 6, wyd. 2.
- Deklaracja, sprawozdanie, program wykładów filozofii z lat 1817–1818, wyd. T. Wierzbowski.
- Raporty Lindego jako rektora Liceum Warszawskiego z lat 1819–1820 i jako dyrektora Biblioteki Publicznej, rękopis: Archiwum Główne Akt Dawnych (Archiwum Wilanowskie, sygn. 152).

## Upamiętnienie
W Toruniu upamiętniono jego imieniem jedną z ulic, jest także patronem III Liceum Ogólnokształcącego. W Krakowie, Szczecinie, Kielcach i Gliwicach znajduje się ulica Samuela Bogumiła Lindego. Również w Warszawie, na terenie obecnej dzielnicy Bielany, od 1961 r. znajduje się ulica jego imienia.